# Baeckea muricata
Baeckea muricata är en myrtenväxtart som beskrevs av Charles Austin Gardner. Baeckea muricata ingår i släktet Baeckea och familjen myrtenväxter.
Artens utbredningsområde är Western Australia. Inga underarter finns listade i Catalogue of Life.